# 이차 리 대수
리 군론에서 이차 리 대수(二次Lie代數, 영어: quadratic Lie algebra)는 리 괄호와 호환되는 비퇴화 쌍선형 형식이 주어진 유한 차원 리 대수이다.

## 정의
가환환 {\displaystyle K} 위의 이차 리 대수는 다음과 같은 데이터로 주어진다.
- {\displaystyle K}-리 대수 {\displaystyle {\mathfrak {g}}}
- {\displaystyle K}-비퇴화 쌍선형 형식 {\displaystyle {\mathfrak {g}}\otimes _{K}{\mathfrak {g}}\to K}, {\displaystyle x\otimes y\mapsto \langle x,y\rangle }

이 데이터는 다음 조건을 만족시켜야 한다.
{\displaystyle \langle [x,y]|z\rangle =\langle y|[z,x]\rangle }
아인슈타인 표기법을 사용하여, {\displaystyle {\mathfrak {g}}}의 원소를 {\displaystyle t^{i}}와 같이 윗첨자로 표기하고, {\displaystyle {\mathfrak {g}}}의 구조 상수를
{\displaystyle [t^{i},t^{j}]=f^{k}{}_{ij}t^{i}t^{j}}
와 같이 적고 ({\displaystyle f^{k}{}_{ij}=-f_{ji}^{k}}), 쌍선형 형식을
{\displaystyle \langle t^{i}|t^{j}\rangle =C_{ij}t^{i}t^{j}}
와 같이 적을 경우 ({\displaystyle C_{ij}=C_{ji}}), 위 조건은 다음과 같다.
{\displaystyle 0=C_{l(j}f^{l}{}_{k)i}=C_{lj}f^{l}{}_{ki}+C_{lk}f^{l}{}_{ji}}
여기서 {\displaystyle (\dotso )}는 해당 첨자들의 대칭화를 뜻한다.

## 연산
같은 가환환 위의 두 이차 리 대수의 직합은 표준적으로 이차 리 대수 구조를 갖는다.

### 이중 확대
다음이 주어졌다고 하자.
- 체 {\displaystyle K}
- {\displaystyle K}-이차 리 대수 {\displaystyle ({\mathfrak {g}},\langle -|-\rangle )}
- {\displaystyle K}-리 대수 {\displaystyle {\mathfrak {h}}} 및 그 위의 불변 대칭 쌍선형 형식 {\displaystyle \langle -|-\rangle _{\mathfrak {h}}} (이는 비퇴화가 아닐 수 있다)
- {\displaystyle K}-리 대수 준동형 {\displaystyle (\cdot )\colon {\mathfrak {h}}\to {\mathfrak {der}}({\mathfrak {g}})\cap {\mathfrak {o}}({\mathfrak {g}})} (여기서 {\displaystyle {\mathfrak {o}}({\mathfrak {g}})}는 대칭 쌍선형 형식 {\displaystyle \langle -|-\rangle }에 대한 직교 리 대수)

그렇다면, 직합 {\displaystyle K}-벡터 공간
{\displaystyle {\mathfrak {g}}\oplus {\mathfrak {h}}\oplus {\mathfrak {h}}^{\vee }}
위에 다음과 같은 대칭 쌍선형 형식을 줄 수 있다.
{\displaystyle \langle (g',h',h'^{\vee })|(g,h,h^{\vee })\rangle =\langle g'|g\rangle +\langle h^{\vee }|h'\rangle +\langle h'^{\vee }|h\rangle +\langle h'|h\rangle }
{\displaystyle [(g,0,0),(g',0,0)]=([g,g'],0,\omega (g,g'))}
{\displaystyle [(0,h,0),(0,h',0)]=(0,[h,h'],0)}
{\displaystyle [(0,0,h^{\vee }),(g,0,h'^{\vee })]=0}
{\displaystyle [(0,h,0),(0,g,0)]=(h\cdot g,0,0)}
{\displaystyle [(0,0,h^{\vee }),(0,h,0)]=(0,0,h^{\vee }\circ \operatorname {ad} _{h})}
여기서
{\displaystyle \omega (g,g')\in {\mathfrak {h}}^{*}}
{\displaystyle \omega (g,g')(h)=\langle h\cdot g|g'\rangle }
이다. 이를 {\displaystyle {\mathfrak {g}}}의, {\displaystyle {\mathfrak {h}}}를 통한 이중 확대(영어: double extension)라고 한다.:553–554, §0.2
만약 {\displaystyle K=\mathbb {R} }일 때, {\displaystyle {\mathfrak {g}}}의 부호수가 {\displaystyle (m_{+},m_{-})}이며, {\displaystyle {\mathfrak {h}}}가 {\displaystyle n}차원이라면, {\displaystyle h} 위의 대칭 쌍선형 형식에 관계 없이, {\displaystyle {\mathfrak {g}}}의 {\displaystyle {\mathfrak {h}}}를 통한 이중 확대의 부호수는 {\displaystyle (m_{+}+n,m_{-}+n)}이다.

## 성질
비퇴화 쌍선형 형식이 존재해야 하므로, 체 위의 이차 리 대수는 항상 유한 차원 벡터 공간이다.
실수체 위의 리 대수에 대하여, 다음 두 조건이 서로 동치이다.:340–341, Proposition 26.2, Proposition 26.3
- 양의 정부호의 이차 리 대수 구조를 가질 수 있다.
- 콤팩트 반단순 리 대수와 아벨 리 대수의 직합이다.

## 분류
실수체 위의 이차 리 대수 가운데, (이차 리 대수로서) 직합으로 분해될 수 없는 것은 항상 단순 리 대수이거나, 1차원 아벨 리 대수이거나, 또는 어떤 이차 리 대수의, 1차원 아벨 리 대수 또는 단순 리 대수에 대한 이중 확대이다.:Théorème Ⅱ
즉, 실수체 위의 모든 이차 리 대수는 단순 리 대수와 1차원 아벨 리 대수로부터, 직합 및 이중 확대 연산을 유한 번 취하여 구성될 수 있다.:Théorème Ⅱ
마찬가지로, 실수체 위의 모든 이차 리 대수 가운데 가해 리 대수인 것은 아벨 리 대수로부터, 다음 연산들을 유한 번 취하여 구성될 수 있다.:Théorème Ⅲ
- 직합
- 1차원 아벨 리 대수에 대한 이중 확대 {\displaystyle {\mathfrak {g}}\mapsto {\mathfrak {g}}\oplus \mathbb {R} \oplus \mathbb {R} }

## 예
표수 0의 체 위의 단순 리 대수의 경우, 그 위에 존재하는 모든 이차 리 대수 구조는 킬링 형식에 비례한다. 특히, 이에 따라 표수 0에서 모든 반단순 리 대수는 이차 리 대수 구조를 가질 수 있다.
임의의 체 {\displaystyle K} 위의 유한 차원 벡터 공간 위에, 임의의 비퇴화 쌍선형 형식 및 아벨 리 대수 구조를 부여하면, 이는 이차 리 대수를 이룬다.

### 비콤팩트 이차 리 대수
가환환 {\displaystyle K} 위의 이차 리 대수 {\displaystyle {\mathfrak {g}}}가 주어졌다고 하자. 그렇다면, 다항식환 {\displaystyle {\mathfrak {g}}[t]} 위에 리 괄호
{\displaystyle [p,q]_{{\mathfrak {g}}[t]}(t)=[p(t),q(t)]_{\mathfrak {g}}}
를 줄 수 있다. 또한, 임의의 {\displaystyle n\in \mathbb {N} }에 대하여,
{\displaystyle t^{n}{\mathfrak {g}}[t]\subseteq {\mathfrak {g}}}
는 그 리 대수 아이디얼을 이룬다. 따라서, 몫 리 대수
{\displaystyle {\frac {{\mathfrak {g}}[t]}{t^{n}{\mathfrak {g}}[t]}}=\oplus _{i=0}^{n-1}{\mathfrak {g}}t^{i}}
를 취할 수 있다. 이 위에 다음과 같은 대칭 쌍선형 형식을 주자.
{\displaystyle \langle x_{0}+x_{1}t+\dotsb +x_{n-1}t^{n-1}|y_{0}+y_{1}t+\dotsb +y_{n-1}t^{n-1}\rangle =\langle x_{n-1}|y_{n-1}\rangle _{\mathfrak {g}}}
그렇다면, 이 역시 이차 리 대수를 이룬다.
이제, 만약 예를 들어 {\displaystyle K}가 표수 0의 체이며, {\displaystyle {\mathfrak {g}}}가 단순 리 대수이며, {\displaystyle n\geq 2}일 때, 이와 같은 이차 리 대수는 반단순 리 대수와 아벨 리 대수의 직합이 아니다.

### 아벨 리 대수나 반단순 리 대수가 아닌 4차원 이차 리 대수
다음과 같은 리 대수를 생각하자.:Proposition 2.2
{\displaystyle {\mathfrak {g}}_{4}=\operatorname {Span} _{\mathbb {R} }\{C,L_{+},L_{-},C^{*}\}}
{\displaystyle [C,L_{\pm }]=\pm L_{\pm }}
{\displaystyle [L_{+},L_{-}]=C^{*}}
{\displaystyle [L_{\pm },L_{\pm }]=0}
{\displaystyle [C,C^{*}]=[L_{\pm },C^{*}]=0}
여기에 부호수 (2,2)의 이차 형식
{\displaystyle \langle C^{*}|C\rangle =1}
{\displaystyle \langle L_{\pm }|L_{\mp }\rangle =1}
{\displaystyle \langle L_{\pm }|L_{\pm }\rangle =\langle C|C\rangle =\langle C^{*}|C^{*}\rangle =\langle C^{*}|L_{\pm }\rangle =\langle C|L_{\pm }\rangle =0}
을 정의하면, 이는 실수체 위의 4차원 이차 리 대수를 이룬다.
이는 가해 리 대수이며, 4차원의 이차 리 대수 가운데 아벨 리 대수나 단순 리 대수의 직합으로 표현될 수 없는 유일한 것이다.
또한, 다음을 생각하자.:Proposition 2.3
{\displaystyle {\mathfrak {g}}_{5}=\operatorname {Span} _{\mathbb {R} }\{x_{1},x_{2},t,x^{1},x^{2}\}}
{\displaystyle \langle x_{i}|x^{j}\rangle =\delta _{i}^{j}}
{\displaystyle \langle x_{i}|x_{j}\rangle =0}
{\displaystyle \langle t|t\rangle =1}
{\displaystyle [x_{1},x_{2}]=t}
{\displaystyle [x_{i},t]=-\epsilon _{ij}x^{j}}
{\displaystyle [x^{j},t]=[x_{i},x^{j}]=0}
여기서 {\displaystyle \delta _{i}^{j}}는 크로네커 델타이며, {\displaystyle \epsilon _{ij}}는 레비치비타 기호이며, 아인슈타인 표기법을 사용하였다. 
이는 부호수 (3,2)의 이차 리 대수를 이룬다.
이는 가해 리 대수이며, 4차원의 이차 리 대수 가운데 아벨 리 대수나 단순 리 대수의 직합으로 표현될 수 없는 유일한 것이다.

### 낮은 차원의 이차 리 대수
6차원 이하의 실수체 또는 복소수체 위의 이차 리 대수는 모두 알려져 있다.
실수체 위의 기약 이차 리 대수들 가운데 낮은 차원인 것들은 다음과 같다.
| 차원 | 이차 리 대수 |
| ---- | --- |
| 3    | {\displaystyle {\mathfrak {sl}}(2;\mathbb {R} )} |
| 3    | {\displaystyle {\mathfrak {o}}(3;\mathbb {R} )} |
| 6    | {\displaystyle {\mathfrak {sl}}(2;\mathbb {R} )\to {\mathfrak {der}}(0)}에 의한 이중 확대 {\displaystyle 0\oplus {\mathfrak {sl}}(2;\mathbb {R} )\oplus {\mathfrak {sl}}(2;\mathbb {R} )^{*}} |
| 6    | {\displaystyle {\mathfrak {o}}(3;\mathbb {R} )\to {\mathfrak {der}}(0)}에 의한 이중 확대 {\displaystyle 0\oplus {\mathfrak {o}}(3;\mathbb {R} )\oplus {\mathfrak {o}}(3;\mathbb {R} )^{*}} |
| 6    | {\displaystyle {\mathfrak {sl}}(2;\mathbb {C} )} |
| 8    | {\displaystyle {\mathfrak {sl}}(3;\mathbb {R} )} |
| 8    | {\displaystyle {\mathfrak {su}}(3;\mathbb {R} )} |
| 8    | {\displaystyle {\mathfrak {su}}(2,1;\mathbb {R} )} |
| 9    | {\displaystyle {\mathfrak {sl}}(2;\mathbb {R} [x]/(x^{3}))={\mathfrak {sl}}(2;\mathbb {R} )\otimes _{\mathbb {R} }\mathbb {R} [x]/(x^{3})} |
| 9    | {\displaystyle {\mathfrak {o}}(3;\mathbb {R} [x]/(x^{3}))={\mathfrak {o}}(3;\mathbb {R} )\otimes _{\mathbb {R} }\mathbb {R} [x]/(x^{3})} |
| 10   | {\displaystyle {\mathfrak {o}}(3,2)} |
| 10   | {\displaystyle {\mathfrak {o}}(4,1)} |
| 10   | {\displaystyle {\mathfrak {o}}(5)} |
| 10   | {\displaystyle V=\mathbb {R} ^{2}}일 때, 이중 확대 {\displaystyle V\otimes V\oplus {\mathfrak {sl}}(V)\oplus {\mathfrak {sl}}(V)^{*}}.:Example 3.11 여기서 {\displaystyle \langle u\otimes v,u'\otimes v'\rangle =\langle u,v\rangle \langle u',v'\rangle }이며 {\displaystyle M\cdot (u\otimes v)=Mu\otimes v} ({\displaystyle u,v\in V,\;M\in {\mathfrak {sl}}(V)}) |
| 10   | {\displaystyle W=\mathbb {C} ^{2}}일 때, 이중 확대 {\displaystyle V\oplus {\mathfrak {su}}(W)\oplus {\mathfrak {su}}(W)^{*}}.:Example 4.7. 여기서 {\displaystyle \langle u,v\rangle =\langle u,v\rangle _{\mathbb {C} }+\langle v,u\rangle _{\mathbb {C} }}이며 {\displaystyle \langle -,-\rangle _{\mathbb {C} }}는 복소수 힐베르트 공간 내적이다.                   |
| 11   | (총 3개) |
| 12   | (총 9개) |
| 13   | (총 4개) |

| 차원 | 이차 리 대수                                          |
| ---- | ----------------------------------------------------- |
| 4    | {\displaystyle {\mathfrak {g}}_{4}} (※위 문단을 참고) |
| 5    | {\displaystyle {\mathfrak {g}}_{5}} (※위 문단을 참고) |
| 6    | (2개의 리 대수와 연속적인 족 1개가 존재)              |

## 참고 문헌
1. 1 2 3 4  Medina, Alberto; Revoy, Philippe (1985). “Algèbres de Lie et produit scalaire invariant”. 《Annales scientifiques de l’École Normale Supérieure》 (프랑스어) 18 (3): 553–561. doi:10.24033/asens.1496. MR 826103. Zbl 0592.17006.
2. ↑  Postnikov, M. M. 《Geometry Ⅵ. Riemannian geometry》. Encyclopaedia of Mathematical Sciences (영어). doi:10.1007/978-3-662-04433-9. ISBN 978-3-540-41108-6.
3. 1 2 3 4  Dat, Pham Tien; Thanh, Duong Minh; Vu, Le Anh (2012). “Solvable quadratic Lie algebras in low dimensions”. 《East–West Journal of Mathematics》 (영어) 14 (2): 208–218. arXiv:1204.4787.[깨진 링크(과거 내용 찾기)]
4. 1 2 3 4  Benayadi, Saïd; Elduque, Alberto (2014). “Classification of quadratic Lie algebras of low dimension” (영어). arXiv:1404.5174.